# Hassan al-Haydos
Hasan Khalid al-Haydos (arabisch حسن خالد الهيدوس, DMG Ḥasan Ḫālid al-Haidūs; * 11. Dezember 1990 in Doha) ist ein katarischer Fußballspieler. Mit 183 Einsätzen (Stand: 27. Dezember 2024) ist er Rekordnationalspieler der katarischen Nationalmannschaft.

## Karriere

### Klub
Er startete seine Karriere bei al-Sadd, wo er ab der Saison 2009/10 aus der Reserve in die erste Mannschaft vorrückte. Bis heute ist er Teil der Mannschaft und konnte mit dieser viermal die Meisterschaft, fünf Mal den Pokal und einmal die AFC Champions League gewinnen.

### Nationalmannschaft
Seinen ersten bekannten Einsatz für die katarische Fußballnationalmannschaft erhielt er am 11. August 2008 während der Westasienmeisterschaft 2008 bei einer 1:6-Niederlage gegen den Iran. Nach einem weiteren Einsatz bei dem Turnier hatte er auch beim Golfpokal 2009 Einsatzminuten. Nach weiteren Qualifikationsspielen war der Golfpokal 2010 sein nächstes Turnier.
In den Folgejahren spielte er in weiteren Qualifikations- und Freundschaftsspielen Der Golfpokal 2014 war sein nächstes Turnier, worauf die Asienmeisterschaft 2015 folgte, wo er mit seinem Team letzter der Gruppe wurde.  Er scheiterte mit seiner Mannschaft bei der Qualifikation für die Weltmeisterschaft 2018. Er wurde in allen drei Gruppenspielen des Golfpokals 2017 eingesetzt. Bei der Asienmeisterschaft 2019 gelang ihm sein bislang größter Erfolg im Nationaldress, als er mit seiner Mannschaft nach einem 3:1-Sieg über Japan Asienmeister wurde. Als Gastmannschaft war Katar bei der Copa América 2019 vertreten, wo er mit dem Team letzter in seiner Gruppe wurde. Nach dem Golfpokal 2019 war er auch beim Gold Cup 2021 im Einsatz, wo das Team im Halbfinale gegen die USA mit 0:1 ausschied. Als seine Mannschaft beim FIFA-Arabien-Pokal 2021 Dritter wurde, war er in jeder Partie im Einsatz.
Im März 2024 gab er seinen Rücktritt aus der Nationalmannschaft bekannt.